# Fulgencio Vargas
Fulgencio Vargas (Jaral del Progreso, Guanajuato, 10 de octubre de 1875 - Guanajuato, Guanajuato, 12 de febrero de 1962) fue un historiador, escritor, profesor, político y académico mexicano.

## Semblanza biográfica
Realizó sus primeros estudios en Jaral del Progreso, Guanajuato, se trasladó a Morelia para ingresar en el seminario diocesano en donde estudió humanidades. Impartió clases de latín, literatura, historia universal e historia de México en el Colegio del Estado, actualmente la Universidad de Guanajuato. Incursionó en la política, en 1914, fue presidente del Congreso de Guanajuato. 
Fue miembro de la Sociedad Mexicana de Geografía y Estadística y de la Sociedad Científica “Antonio Alzate”. Fue miembro corresponsal de la Academia Mexicana de la Historia. El 11 de noviembre de 1955, fue elegido miembro correspondiente de la Academia Mexicana de la Lengua. Murió el 14 de febrero de 1962 en la ciudad de Guanajuato.
En febrero de 1928 creó la letra del Himno de la Universidad de Guanajuato.
En el Colegio del Estado impartió, entre otras, las materias de Literatura, Castellano, Francés, Latín, Raíces Griegas y Latinas, Geografía, Historia Universal y de México, Literatura Preceptiva y Oratoria, Biblioteconomía, Literatura Universal, Literatura Mexicana e Iberoamericana.
Además, se desempeñó como director de la Biblioteca Pública, y como jefe de los Departamentos de Extensión Universitaria y de Acción Social, Intercambio Universitario y Bibliotecas. Fulgencio Vargas realizó la primera transmisión por radio de las actividades universitarias en el año de 1933. También fue director de Estudios Superiores del Estado de Guanajuato.
Su obra se divide en textos poéticos, periodísticos y, principalmente, históricos. Su primer libro La insurrección de 1810 en el Estado de Guanajuato fue publicado en Barcelona, España. Actualmente, gran parte de su obra forma parte del acervo universitario de la Colección Guanajuato, resguardada en la Biblioteca Central.
Murió el 12 de febrero de 1962, a los 87 años de edad. Con estas palabras fue despedido: “Sépanlo bien los estudiantes de hoy, que no oyeron hablar del maestro, ni lo conocieron: el Colegio del Estado, hoy Universidad, al morir Fulgencio Vargas perdió en él a uno de sus hijos más grandes y más queridos”.

## Obras publicadas
- Yuririhapúndaro, 1923.
- Fray Bartolomé de las Casas, su vida y su obra, 1924.
- Apuntes de literatura, 1933-1936.
- Apaseo, 1523-1933, 1933.
- El estado de Guanajuato, 1933.
- Historia elemental de Guanajuato, 1935.
- Camémbaro: monografía del municipio de Valle de Santiago, Gto. Mex., 1935.
- La enseñanza superior en Guanajuato, opúsculo, 1940.
- Irapuato en la cuarta centuria de su nacimiento, 1947.
- Proceso histórico de la metrópoli guanajuatense, 1948.
- Camino de la insurgencia en el segundo centenario del natalicio del Padre de la Patria, 1953.
- Granaditas y su proceso histórico, 1956.
- Geografía elemental del Estado de Guanajuato, 1959.

## Inéditas
- La princesa encantada, libret para una ópera en dos actos. Música de Julián Espinoza. Estrenada el 26 de febrero de 1922.